# Travis Diener
Travis Lyle Diener (ur. 1 marca 1982 w Fond du Lac) – amerykański koszykarz występujący na pozycji rozgrywającego, posiadający także włoskie obywatelstwo.

## Osiągnięcia
Stan na 20 lutego 2021, na podstawie, o ile nie zaznaczono inaczej.
NCAA
- Uczestnik rozgrywek:
  - NCAA Final Four (2003)
  - turnieju NCAA (2002, 2003)
- Mistrz sezonu regularnego konferencji USA (2003)
- Zaliczony do:
  - I składu:
    - konferencji USA (2004, 2005)
    - najlepszych zawodników pierwszorocznych konferencji USA (2002)
    - turnieju Coaches vs. Classic (2004)

  - II składu konferencji USA (2003)
- Lider konferencji USA w:
  - średniej:
    - punktów (18,8 – 2004)
    - asyst (6 – 2004)

  - liczbie:
    - punktów (584 – 2004)
    - asyst (184 – 2003, 187 – 2004)
    - oddanych rzutów z gry (424 – 2004)

  - skuteczności rzutów:
    - wolnych (88,3% – 2004)
    - za 3 punkty (45% – 2004)

Drużynowe
- Zdobywca pucharu Włoch (2014, 2019)

Indywidualne
- MVP pucharu Włoch (2014)
- Uczestnik meczu gwiazd ligi włoskiej (2011, 2012)
- Zwycięzca konkursu rzutów za 3 punkty ligi włoskiej (2012)
- Drużyna Dinamo Sassari zastrzegła należący do niego numer 12
- Lider ligi włoskiej w asystach (2013)

Reprezentacja
- Uczestnik mistrzostw Europy (2013 – 8. miejsce)